# Planina Brokeback (2005.)
Planina Brokeback (eng. Brokeback Mountain) je drama redatelja Anga Leeja iz 2005. godine, temeljena na kratkoj priči spisateljice E. Annie Proulx.
Film je premijeru imao na Mostri 2005., gdje je i osvojio glavnu nagradu, Zlatnog lava, a na dodjeli nagrade Oscar nagrađen je za najbolju režiju, preneseni scenarij, te glazbu. Smatran je favoritom i za Oscara za najbolji film, no u toj je kategoriji trijumfirala drama Fatalna nesreća.
Valja primijetiti i kako je riječ o jednom od četiri vrlo zapažena filma LGBT tematike u 2005. godini; ostali su Capote, Transamerica i Breakfast on Pluto.

## Radnja
Priča govori o dvojici kauboja koji se upoznaju i zaljube radeći skupa u planinama Wyominga u ranim 1960-im. U toku sljedećih 20 godina, film prikazuje njihove živote, uključujući nekoliko brakova, rođenja i smrti, te njihovu kontinuiranu i složenu vezu.

## Glazba
Glazba skladatelja Gustava Santaolalle osvojila je brojne nagrade, uključujući Oscara, a soundtrack je sastavljen od obrada pjesama poznatih folk rock i country glazbenika. Ističe se Willie Nelson pjesmom Boba Dylana He Was A Friend Of Mine   Arhivirana inačica izvorne stranice od 12. listopada 2006. (Wayback Machine). Skladba A Love that Will Never Grow Old izvođačice Emmylou Harris i skladatelja Rufusa Wainwrighta nagrađena je i Zlatnim globusom.

### Popis prenesenih skladbi
- He Was A Friend Of Mine, Willie Nelson
- A Love That Will Never Grow Old, Emmylou Harris
- King Of The Road, Rufus Wainwright
- The Devil's Right Hand, Steve Earle
- No One's Gonna Love You Like Me, Mary McBride
- I Don't Want To Say Goodbye, Teddy Thompson
- I Will Never Let You Go, Jackie Greene
- An Angel Went Up In Flames, The Gas Band
- It's So Easy, Linda Ronstadt
- The Maker Makes, Rufus Wainwright

## Glavne uloge
- Ang Lee, redatelj, za režiju ovog filma nagrađen Oscarom.
- Heath Ledger kao Ennis del Mar, za tu ulogu nominiran za Oscar
- Jake Gyllenhaal kao Jack Twist, za tu ulogu nominiran za Oscar
- Michelle Williams kao Alma Beers del Mar, za tu ulogu nominirana za Oscar
- Anne Hathaway kao Lureen Twist

## Vanjske poveznice
- Službena stranica  Arhivirana inačica izvorne stranice od 25. veljače 2007. (Wayback Machine)
- Planina Brokeback u internetskoj bazi filmova IMDb-a
- Foršpan filma na stranicama CNN-a  Arhivirana inačica izvorne stranice od 10. rujna 2005. (Wayback Machine)